# Javier Lojo
Javier Lojo (nacido el 18 de enero de 1990 en Pontevedra, España) es periodista, actor, director de escena y político gallego.
Fue candidato por Unión Progreso y Democracia al Congreso de los Diputados por la provincia de Pontevedra y líder de la formación en Galicia. Dimitió como coordinador territorial a comienzos del año 2018 y abandonó el partido al existir desavenencias con miembros de la dirección nacional.

## Biografía

### Formación y desarrollo profesional
Javier Lojo, natural de Pontevedra pero residente en Vigo, es licenciado en Comunicación Audiovisual por la Universidad de Burgos donde se interesó por la representación estudiantil y la política universitaria. También tiene estudios en Arte Dramático, especializándose en Dirección de Escena y Dramaturgia por la Escola Superior de Arte Dramática de Galicia. Fue presidente de la Asociación de Estudiantes de Arte Dramático de Galicia que promueve la adhesión de estos estudios en el sistema universitario.
Ha trabajado y colaborado en prensa, radio y televisión; fue redactor y socio de la revista cultural Punto Caótico (2010-2012); y organizador del Festival Internacional del Audiovisual Creando (2009-2011). En el año 2009 le concedieron el Premio Jóvenes Creativos Publicitarios CREA.
En la actualidad, trabaja en varias compañía teatrales gallegas como director de escena, productor y responsable de comunicación.

### Vida política
Afiliado a Unión Progreso y Democracia, fue cabeza de lista al Congreso de los Diputados por la provincia de Pontevedra en 2015. También ocupó el puesto número 7 en las listas de UPYD para las elecciones municipales de Vigo en el mismo año y número 3 en las elecciones generales de 2016. Fue responsable de Comunicación de UPYD en Galicia y responsable de Acción Política y Programa en la dirección gallega del partido magenta durante los años 2014 y 2016.
A comienzos del año 2017 es nombrado como máximo responsable de la formación en la comunidad gallega, cargo que abandona en febrero de 2018 al dimitir junto con toda la dirección autonómica. En la actualidad no pertenece a UPYD.
Destaca por su compromiso con el movimiento LGTB.

## Premios y reconocimientos
- Premio Jóvenes Creativos Publicitarios CREA por el spot 'No te quedes desnudo ante la crisis'.